# فالمیر
فالمیر (به انگلیسی: Fowlmere) یک روستا و محله مدنی در بریتانیا است که در کمبریج‌شر جنوبی واقع شده‌است. فالمیر ۱٬۲۰۶ نفر جمعیت دارد.